# Raión de Vasylkiv
Vasylkiv (en ucraniano: Васильківський район) es un raión o distrito de Ucrania en el óblast de Kiev. 
Comprende una superficie de 1184 km².
La capital es la ciudad de Vasylkiv.

## Demografía
Según estimación 2010 contaba con una población total de 69200 habitantes.

## Otros datos
El código KOATUU es 3221400000. El código postal 08620 y el prefijo telefónico +380 4471.